# هانا آلستروم
هانا آلستروم (به سوئدی: Hanna Alström) (زاده ۵ مارس ۱۹۸۱) بازیگر سوئدی است.
از فیلم‌های معروف او می‌توان به بازی در فیلم کینگزمن: سرویس مخفی، کینگزمن: محفل طلایی و خون سامی اشاره کرد.